# Exidy Sorcerer
Sorcerer (с англ. — «Колдун») — это домашний компьютер, выпущенный в 1978 году компанией Exidy. Он был сравнительно продвинутым, когда был выпущен, особенно по сравнению с более коммерчески успешными Commodore PET и TRS-80; однако из-за того, что компания сосредоточилась на рынке видеоигр, ресурсы были ограничены, и  для развития данного направления было выделено отдельное подразделение компании. В 1983 году Exidy продала подразделение ПК фирме Biotech с Уолл-стрит.

## Развитие
Домашний компьютер получил некоторое развитие в следующей модели Exidy Sorcerer II.

## Распространение
Домашние компьютеры распространялись компаниями Dick Smith Electronics в Австралии и Liveport в Англии, а также Tulip Computers, которые имели лицензию на производство, продажу и распространение в Европе.